# 旧弗劳恩霍芬
旧弗劳恩霍芬是德国巴伐利亚州的一个市镇。总面积24.29平方公里，总人口2102人，其中男性1078人，女性1024人（2011年12月31日），人口密度87人/平方公里。